# تشبي باركر
تشبي باركر (بالإنجليزية: Chubby Parker)‏ هو مقدم برامج إذاعية وموسيقي أمريكي، ولد في 1876 في لافاييت في الولايات المتحدة، وتوفي في 1940.

## وصلات خارجية
- تشبي باركر على موقع ميوزك برينز (الإنجليزية)
- تشبي باركر على موقع ديسكوغز (الإنجليزية)